# آكل العسل الشبكي
آكل العسل الشبكي (الاسم العلمي: Meliphaga reticulata) (بالإنجليزية: Streaky-breasted Honeyeater)‏ هو نوع من الطيور يتبع جنس آكل العسل من فصيلة آكلات العسل.